# ویلتینگن
ویلتینگن (به آلمانی: Wiltingen) یک شهر در آلمان است که در تریر-زاربورگ واقع شده‌است. ویلتینگن ۱٬۳۶۹ نفر جمعیت دارد.